# Aliança de Oposição do Sudão do Sul
A Aliança de Oposição do Sudão do Sul (em inglês:  South Sudan Opposition Alliance) é uma coalizão de partidos políticos e grupos armados no Sudão do Sul que se opõe ao governo do presidente Salva Kiir. Foi formada em fevereiro de 2018 em Adis Abeba, Etiópia, por nove grupos. Em setembro, a aliança concordou com um acordo de paz revisado com o governo que também incluía a principal facção rebelde, o Movimento de Libertação do Povo do Sudão na Oposição, mas alguns dos grupos membros discordaram da decisão e se separaram da aliança. Os grupos pró-acordo tem experimentado tensão contínua entre seus membros, bem como com o governo.

## Formação
Os nove grupos originais consistiam:
- Partido Federal Democrático / Forças Armadas do Sudão do Sul (FDP / SSAF), liderado por Gabriel Changson Chang;
- Frente de Salvação Nacional (NAS), liderada por Thomas Cirilo Swaka;
- Movimento Democrático Nacional (NDM), liderado por Lam Akol;
- Movimento Democrático Popular (PDM), liderado por Hakim Dario Moi;
- Movimento / Exército de Libertação do Sudão do Sul (SSLM / A), liderado por Bapiny Montuil Wegjang;
- Movimento Nacional para a Mudança do Sudão do Sul (SSNMC), liderado por Bangasi Joseph Bakosoro;
- Movimento / Exército Patriótico do Sudão do Sul (SSPM / A), liderado por Costello Garang Ring;
- Movimento / Exército Unido do Sudão do Sul (SSUM / A), liderado por Peter Gadet Yak;
- Aliança Republicana Democrática Unida (UDRA), liderada por Gatweth K. Thich.

O Movimento Popular de Libertação do Sudão-Facção dos Antigos-Detentos (SPLM-FD), liderado por Pagan Amum, também foi listado como membro na carta da Aliança, mas relatos subsequentes da mídia sugeriram que este não foi incluído na coalizão. A Frente / Exército Unido do Sudão do Sul, liderada por Paul Malong Awan, declarou sua intenção de ingressar na Aliança em abril, mas isso não parece ter ocorrido.
Em sua declaração fundacional, a coalizão prometeu "acelerar os esforços para restaurar uma paz justa e duradoura, a democracia e preservar os direitos humanos e os direitos democráticos fundamentais de nosso povo". O grupo condenou o "chauvinismo étnico, opressão despótica e corrupção institucionalizada" que assola o país e apelou à instituição do federalismo. Criticou os acordos de paz anteriores por se concentrarem demais em satisfazer as facções em guerra e não o suficiente na resolução de conflitos de longa duração; também atribuiu o colapso desses acordos em grande parte ao governo.